# Friedrich Engels
 "Engels" omdirigeres hertil. For anden betydning, se Engels (by).
 Der er flere personer med dette navn, se Friedrich Engels (fabrikant).
Friedrich Engels (født 28. november 1820, død 5. august 1895) var en tysk socialistisk teoretiker. Sammen med Karl Marx var han med til at forme marxismen. Sammen udgav de i 1848 det Kommunistiske Manifest og efter Marx' død redigerede og udgav Engels andet og tredje bind af Kapitalen. Gennem mange år støttede Engels Marx økonomisk, så denne kunne koncentrere sig om arbejdet, der førte til Kapitalen.
Hans eget selvstændige hovedværk var Familiens, Statens og Privatejendommens Oprindelse, der udkom 3. oktober 1884 i Schweiz og blev oversat til dansk første gang i 1888.

## Værker
- Briefe aus dem Wuppertal, 1839
- Umrisse zu einer Kritik der Nationalökonomie, 1844
- Arbeiderklassens forhold i England i 1844 (1845)
- Der deutsche Bauernkrieg, 1850
- Dialektik der Natur
- Anteil der Arbeit an der Menschwerdung des Affen, 1876
- Anti-Dühring, 1878
- Die Entwicklung des Sozialismus von der Utopie zur Wissenschaft, 1880
- Ursprung der Familie, des Privateigentum und des Staates, 1884
- Ludwig Feuerbach und der Ausgang der klassischen deutschen Philosophie, 1886
- Karl Marx – Friedrich Engels Werke. Dietz Verlag. Berlin.